# Mistrzostwa NCAA Division I w Zapasach w 1977
Mistrzostwa NCAA Division I w zapasach rozgrywane były w Norman w dniach 17–19 marca 1977 roku. Zawody odbyły się w McCasland Field House, na terenie Uniwersytetu Oklahomy.

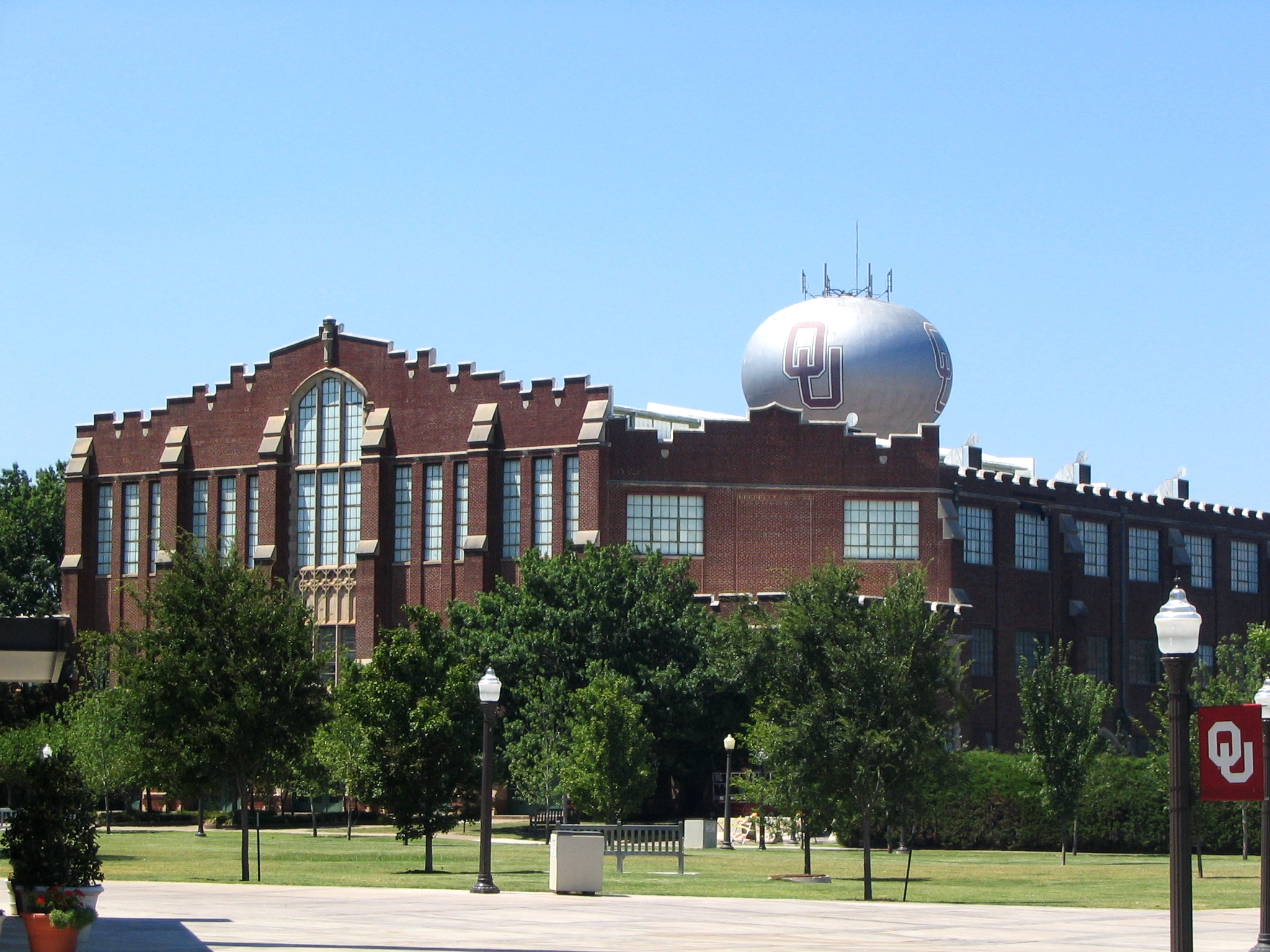
McCasland Field House

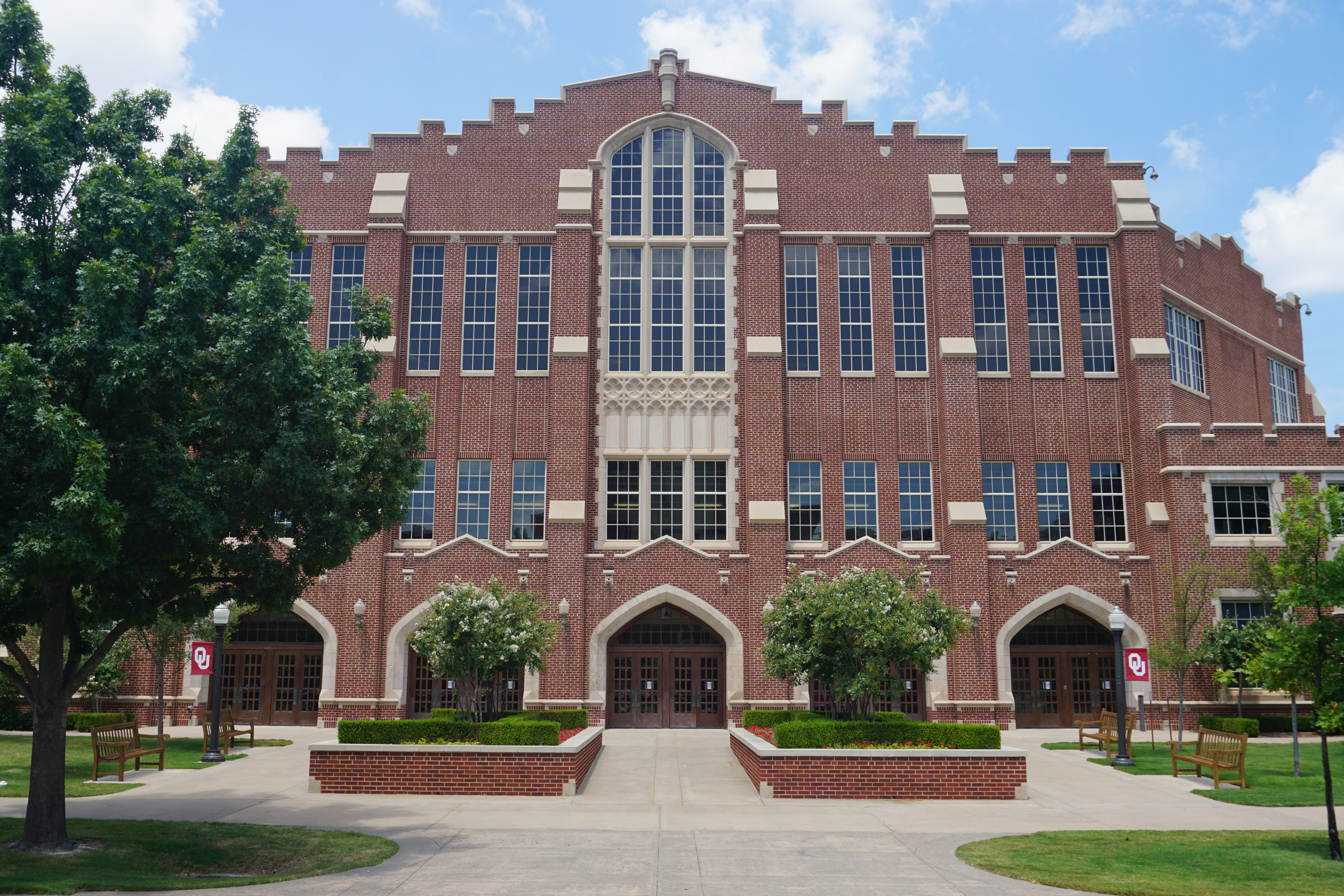
McCasland Field House

- Outstanding Wrestler – Nick Gallo

## Wyniki

### Drużynowo
| Kolejność | Szkoła                          | Zespół         |
| --------- | ------------------------------- | -------------- |
| 1.        | Iowa State University           | Cyclones       |
| 2.        | Oklahoma State University       | Cowboys        |
| 3.        | University of Iowa              | Hawkeyes       |
| 4.        | University of Minnesota         | Golden Gophers |
| 5.        | Oregon State University         | Beavers        |
| 6.        | University of Wisconsin-Madison | Badgers        |

### All American

#### 118 lb
| Lp. | Zawodnik      | Szkoła        |
| --- | ------------- | ------------- |
| 1.  | Jim Haines    | Wisconsin     |
| 2.  | Mike McArthur | Minnesota     |
| 3.  | Gene Mills    | Syracuse      |
| 4.  | Johnnie Jones | Iowa State    |
| 5.  | Bill Rosado   | Arizona State |
| 6.  | Pat Plourd    | Oregon State  |

#### 126 lb
| Lp. | Zawodnik      | Szkoła         |
| --- | ------------- | -------------- |
| 1.  | Nick Gallo    | Hofstra        |
| 2.  | Keith Mourlam | Iowa           |
| 3.  | Mike Land     | Iowa State     |
| 4.  | Ricky Reed    | Arizona State  |
| 5.  | Jimmy Carr    | Kentucky       |
| 6.  | Billy Martin  | Oklahoma State |

#### 134 lb
| Lp. | Zawodnik           | Szkoła                |
| --- | ------------------ | --------------------- |
| 1.  | Pat Neu            | Minnesota             |
| 2.  | Dennis Brighton    | Michigan State        |
| 3.  | Franc Affentranger | Cal State Bakersfield |
| 4.  | Kurt Mock          | Kentucky              |
| 5.  | Lee Roy Smith      | Oklahoma State        |
| 6.  | George Medina      | Syracuse              |

#### 142 lb
| Lp. | Zawodnik      | Szkoła         |
| --- | ------------- | -------------- |
| 1.  | Steve Barrett | Oklahoma State |
| 2.  | Sam Komar     | Indiana        |
| 3.  | Andy DiSabato | Ohio State     |
| 4.  | John Mecham   | Brigham Young  |
| 5.  | Dick Knorr    | Oregon State   |
| 6.  | Tim Mousetis  | Kentucky       |

#### 150 lb
| Lp. | Zawodnik        | Szkoła         |
| --- | --------------- | -------------- |
| 1.  | Mark Churella   | Michigan       |
| 2.  | Joe Zuspann     | Iowa State     |
| 3.  | Paul Martin     | Oklahoma State |
| 4.  | Terril Williams | Missouri       |
| 5.  | Roye Oliver     | Arizona State  |
| 6.  | Buddy Walker    | Tennessee      |

#### 158 lb
| Lp. | Zawodnik      | Szkoła     |
| --- | ------------- | ---------- |
| 1.  | Lee Kemp      | Wisconsin  |
| 2.  | Kelly Ward    | Iowa State |
| 3.  | Ethan Reeve   | Tennessee  |
| 4.  | Mike McGivern | Iowa       |
| 5.  | Keith Stearns | Oklahoma   |
| 6.  | John Althans  | Navy       |

#### 167 lb
| Lp. | Zawodnik       | Szkoła                |
| --- | -------------- | --------------------- |
| 1.  | Rod Kilgore    | Oklahoma              |
| 2.  | Mark Lieberman | Lehigh                |
| 3.  | Mike DeAnna    | Iowa                  |
| 4.  | Flo Rocha      | Cal State Bakersfield |
| 5.  | Dave Powell    | Iowa State            |
| 6.  | Steve Lawinger | Wisconsin             |

#### 177 lb
| Lp. | Zawodnik       | Szkoła         |
| --- | -------------- | -------------- |
| 1.  | Chris Campbell | Iowa           |
| 2.  | Mark Johnson   | Michigan       |
| 3.  | Jerry White    | Penn State     |
| 4.  | Eric Wais      | Oklahoma State |
| 5.  | Mike Brown     | Lehigh         |
| 6.  | Marty Ryan     | Oregon State   |

#### 190 lb
| Lp. | Zawodnik      | Szkoła       |
| --- | ------------- | ------------ |
| 1.  | Frank Santana | Iowa State   |
| 2.  | Evan Johnson  | Minnesota    |
| 3.  | Don McCorkel  | Lehigh       |
| 4.  | Bob Bragg     | Oregon       |
| 5.  | Mark Neumann  | Oklahoma     |
| 6.  | Howard Harris | Oregon State |

#### UNL
| Lp. | Zawodnik         | Szkoła         |
| --- | ---------------- | -------------- |
| 1.  | Jimmy Jackson    | Oklahoma State |
| 2.  | Larry Bielenberg | Oregon State   |
| 3.  | Harold Smith     | Kentucky       |
| 4.  | Bob Golic        | Notre Dame     |
| 5.  | John Bowlsby     | Iowa           |
| 6.  | John Sefter      | Princeton      |